# Jesiotr kaspijski
Jesiotr kaspijski, jesiotr perski, jesiotr południowokaspijski (Acipenser persicus, Huso persicus) – gatunek wędrownej ryby z rodziny jesiotrowatych (Acipenseridae). Występuje w Morzu Kaspijskim, zwłaszcza w jego południowej części. Od kwietnia do czerwca wpływa do rzek, aby odbyć tarło.
Pozycja taksonomiczna tego taksonu jest wciąż niepewna i badania pozwalające wyjaśnić jego status wciąż trwają. Do niedawna uznawany był za podgatunek jesiotra rosyjskiego (A. gueldenstadti). Wyróżniony do rangi gatunku na podstawie badań immunologicznych, biologicznych i reprodukcyjnych, a także różnic morfologicznych. Badania oparte na analizie markerów mitochondrialnego DNA nie stwierdziły jednak różnic pomiędzy obydwoma gatunkami. Według kolejnych badań oba te gatunki należy włączyć do rodzaju Huso.